# Michèle Mercier
Michèle Mercier (nacida como Jocelyne Yvonne Renée Mercier en Niza el 1 de enero de 1939) es una actriz francesa conocida principalmente por su papel en la serie de películas Angélique, Marquise des Anges.

## Biografía
Hija de un farmacéutico francés y madre italiana, quiso ser bailarina.

## Filmografía
- 2004 - Krasnaya kapella de Aleksandr Aravin.
- 1998 - La Rumbera de Piero Vivarelli.
- 1984 - Jeans Tonic de Michel Patient.
- 1979 - Iron Hand de Wolfgang Liebeneiner.
- 1972 - The Call of the Wild. (Call... y L'Appel... es la misma película).
- 1972 - L'Appel de la forêt de Ken Annakin.
- 1972 - Le Viager de Pierre Tchernia.
- 1971 - Web of the Spider
- 1971 - La Femme sandwich de Jacques Scandelari.
- 1971 - Per amore o per forza de Massimo Franciosa.
- 1971 - Scandale à Rome de Carlo Lizzani.
- 1970 - Les Baroudeurs de Peter Collinson.
- 1969 - Une veuve en or de Michel Audiard.
- 1968 - Une corde, un colt de Robert Hossein.
- 1968 - Les Amours de Lady Hamilton de Christian-Jaque.
- 1967 - Angélique et le sultan de Bernard Borderie.
- 1967 - Indomptable Angélique de Bernard Borderie.
- 1967 - Le Plus Vieux Métier du monde de Claude Autant-Lara.
- 1966 - Comment j'ai appris à aimer les femmes de Luciano Salce.
- 1966 - I Nostri mariti de Dino Risi.
- 1966 - Seconde vérité de Christian-Jaque.
- 1966 - Soleil noir de Denys de La Patellière.
- 1965 - Angelica and the King de Bernard Borderie.
- 1965 - Via Veneto de Giuseppe Lipartiti.
- 1965 - Le Tonnerre de Dieu de Denys de La Patellière.
- 1964 - Merveilleuse Angélique de Bernard Borderie.
- 1964 - Angélique, Marquise des Anges de Bernard Borderie.
- 1964 - Casanova 70 by Mario Monicelli.
- 1964 - Controsesso de Renato Castellani. (No es de Michèle Mercier).
- 1964 - Haute infidélité de Mario Monicelli.
- 1964 - Papa play-boy de Jack Arnold.
- 1963 - Les Trois visages de la peur de Mario Bava.
- 1963 - Symphonie pour un massacre de Jacques Deray.
- 1963 - The Thursday de Dino Risi.
- 1963 - Les Pirates de la nuit de John Gilling.
- 1963 - L'Aîné des Ferchaux de Jean-Pierre Melville.
- 1961 - Goodbye Again de Anatole Litvak.
- 1961 - Fury at Smugglers' Bay.
- 1960 - La Brune que voilà de Robert Lamoureux.
- 1960 - La Ligne de mire de Jean-Daniel Pollet.
- 1960 - La Saint mène la danse de Jacques Nahum.
- 1960 - Tirez sur le pianiste de François Truffaut.
- 1959 - Mademoiselle Ange de Geza von Radvanyi.
- 1957 - Donnez-moi ma chance de Léonide Moguy.
- 1957 - Retour de manivelle de Denys de La Patellière.

- Datos: Q230703
- Multimedia: Michèle Mercier / Q230703